# Saint-Sulpice, Oise
Saint-Sulpice là một xã ở tỉnh Oise Hauts-de-France phía bắc Pháp. Xã Saint-Sulpice, Oise nằm ở khu vực có độ cao trung bình 115 mét trên mực nước biển.